# 가고일 (영화)
가고일(Gargoyle: Wings of Darkness, Gargoyles' Revenge)은 미국, 캐나다, 루마니아에서 제작된 짐 위노스키 감독의 2004년 액션, 판타지, 공포 영화이다. 마이클 파레 등이 주연으로 출연하였고 짐 위노스키 등이 제작에 참여하였다. 사이파이 채널을 통해 처음 방영하였다.

## 출연

### 주연
- 마이클 파레
- 산드라 헤스

### 조연
- 핀탠 맥키원
- 팀 아벨
- 윌리엄 랭글로이스
- 르니 리베라
- 아서 로버츠
- 미하이 비저리카누
- 클라디우 트랜다퍼
- 짐 위노스키
- 클라우디우 이스토도르
- 다니엘라 네인
- 앨리너 테오도레스큐
- 댄 핀테스쿠

## 제작진
- Line PD: 마이클 더바스
- 공동제작: 닐 엘만
- 공동제작: 빅키 L. 소여
- 배역: 카탈린 도디아